# Fredspipa

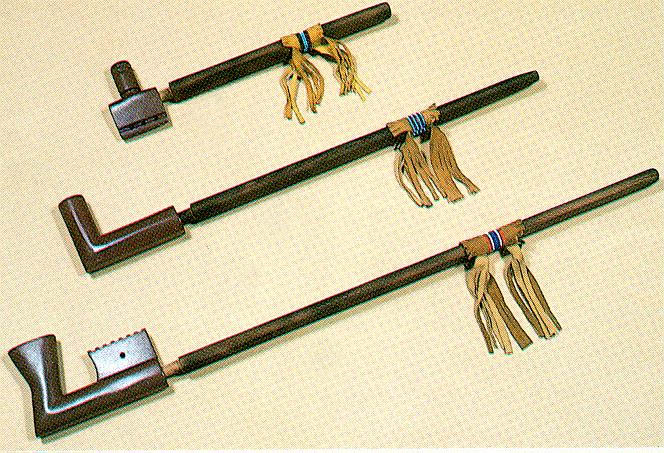
Ceremonipipor

Fredspipa är en rökpipa som används av nordamerikanska ursprungsbefolkningar för ceremoniella ändamål. Namnet fredspipa är oegentligt, men blev allmänt accepterat i den europeiska kulturen eftersom den brukades vid fredsunderhandlingar eller ingående av vänskapsförbund. Piphuvudet, gjort av mjuk sten (catlinit), stoppas med tobak eller torra blad av någon annan växt.
Deltagarna drar i tur ett bloss ur pipan och blåser röken mot de fyra väderstrecken samt mot himlen och jorden. Därmed kallas solen och andra gudomligheter till vittnen på överenskommelsen.
Ceremonipipan som skickade böner till det högsta användes även för att välsigna alla krigiska som fredliga företag.